# Mosty wojskowe
Mosty wojskowe – obiekty komunikacyjne zapewniające ciągłość przekraczania przeszkód terenowych (rzek, wąwozów itp.), składające się z konstrukcji nośnej (przęseł) opartej na podporach (filarach, przyczółkach, pontonach, barkach). Mosty wojskowe dzielą się ze względu na:
1. trwałość – na stałe, tymczasowe i doraźne;
2. materiał – na drewniane, betonowe, żelbetowe, stalowe, ze stopów aluminium, mieszane;
3. ogólną konstrukcję i zasady użytkowania:
  1. wysokowodne – umożliwiające ich użytkowanie przez dłuższy okres oraz przepływ wód wysokich, kry lodowej i statków;
  2. niskowodne – o krótkim okresie użytkowania, bez możliwości przepływu wód wysokich, kry lodowej i statków;
  3. podwodne – z jezdnią poniżej zwierciadła wody, co maskuje je przed rozpoznaniem wzrokowym i zwiększa żywotność w warunkach użycia broni masowego rażenia;
  4. pływające – montowane z etatowych parków pontonowych (mosty pontonowe), na barkach, łodziach, traktach itp., umożliwiające manewr nimi w inne miejsce i na inną przeszkodę oraz w innych celach;
  5. składane – umożliwiające szybki montaż i manewr nimi w inne miejsce i na inną przeszkodę terenową;
  6. towarzyszące – holowane, przewoźne lub montowane na pojazdach mechanicznych o podwoziu samochodowym lub czołgowym, zazwyczaj jednoprzęsłowe o niewielkich rozpiętościach, służące do pokonywania wąskich przeszkód terenowych w strefie działań bojowych;
  7. wiadukty (estakady) – budowane na skrzyżowaniach dróg w celu zapewnienia bezkolizyjnego intensywnego ruchu.

istnieje szereg innych podziałów mostów wojskowych pod względem konstrukcji podpór, ustrojów niosących przęseł i ich poszczególnych elementów, wytrzymałości i warunków użytkowania.